# 워런 부부

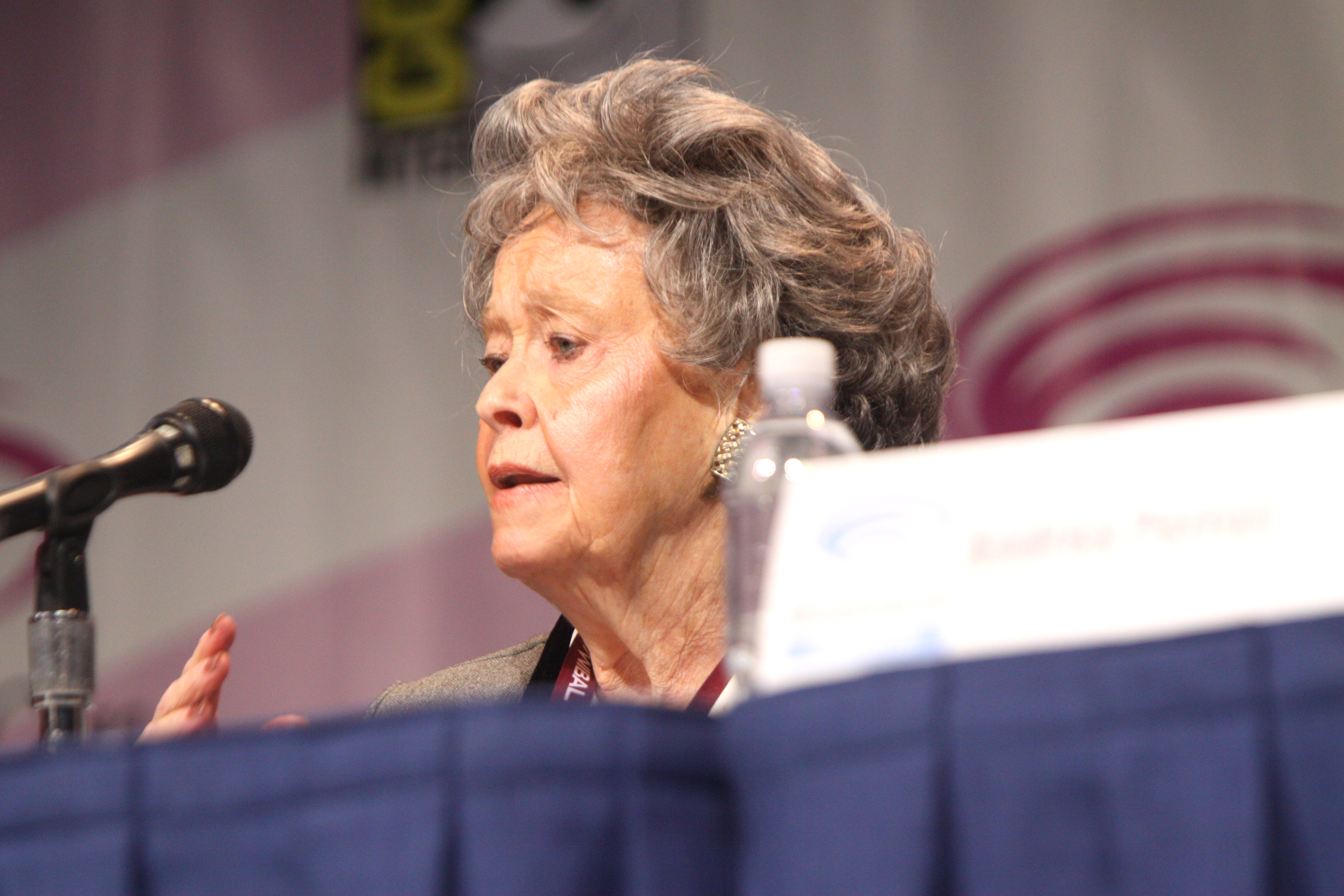
로레인 워런

에드워드 워런 마이니(Edward Warren Miney, 1926년 9월 7일 ~ 2006년 8월 23일)와 로레인 리타 워런(Lorraine Rita Warren, 1927년 1월 31일 ~ 2019년 4월 18일)은 미국의 초자연 현상 조사관이다. 에드워드는 악마학을 독자 연구하여 강연을 하고 책을 저술하였으며, 로레인은 본인에게 투시력과 영매력이 있다고 주장하였다. 이들이 경험했다고 진술한 퇴마 사례들은 영화, 텔레비전 시리즈, 다큐멘터리 등 다양한 매체의 소재가 되었으며, 특히 영화 《컨저링》(2013), 《애나벨》(2014), 《컨저링 2》(2016) 등 컨저링 유니버스에 속한 작품들이 잘 알려져있다.